# Ignaz Günther
Franz Ignaz Günther (Altmannstein, 22 novembre 1725 – Monaco di Baviera, 27 giugno 1775) è stato uno scultore tedesco, grande esponente del Rococò bavarese.

## Biografia
Ignaz discende da una attiva famiglia di artigiani di Altmannstein, era figlio di Johann Georg (1704-1783) e nipote di Johann Leonhard (1673-1738). Apprese i primi insegnamenti del mestiere nella falegnameria di famiglia. 
Fra il 1743 e il 1750 fu allievo di Johann Baptist Straub nella bottega di Monaco di Baviera e prosegue il suo apprendistato a Salisburgo (1750), dallo scultore Paul Egell a Mannheim (1751-1752) e a Olomouc in Moravia (1752). Da maggio a novembre del 1753, frequentò un corso di scultura presso l'Accademia di Vienna, dove ha ottenuto il "Primo Premio di scultura". 
Nel 1754 venne nominato dal Principe elettore Massimiliano III di Baviera "hofbefreiter" che lo iscrisse anche come libero membro della Gilda degli scultori, e aprì così una sua bottega a Monaco di Baviera. 
Nel 1757 sposa Maria Magdalena Hollmayr, figlia di un ricco commerciante d'argento di Huglfing, che gli darà 9 figli.
Ignaz Günther lavorò principalmente per committenti ecclesiastici. I suoi arredi sacri, altari, e in particolare le sue figure, drappeggiate, espressive, longilinee e vibranti rappresentano il culmine della scultura rococò. 
Spesso le sue opere sono ricoperte con stucco e poi dorate o dipinte, si distingue una certa finezza nelle statue di San Pier Damiano nell'Abbazia di Rott am Inn (1760-1762), di Sant'Elena all'Abbazia di Neustift a Frisinga, o nel gruppo dell'Angelo Custode alla Bürgersaalkirche di Monaco. Nella sua opera si avverte anche un'influenza del classicismo a partire dal 1766.
Muore a Monaco nel 1775 e è sepolto nell'Abbazia di Rott am Inn.
Nel 1997 gli viene dedicato un museo sul Markt della sua città natale di Altmannstein.

## Opere

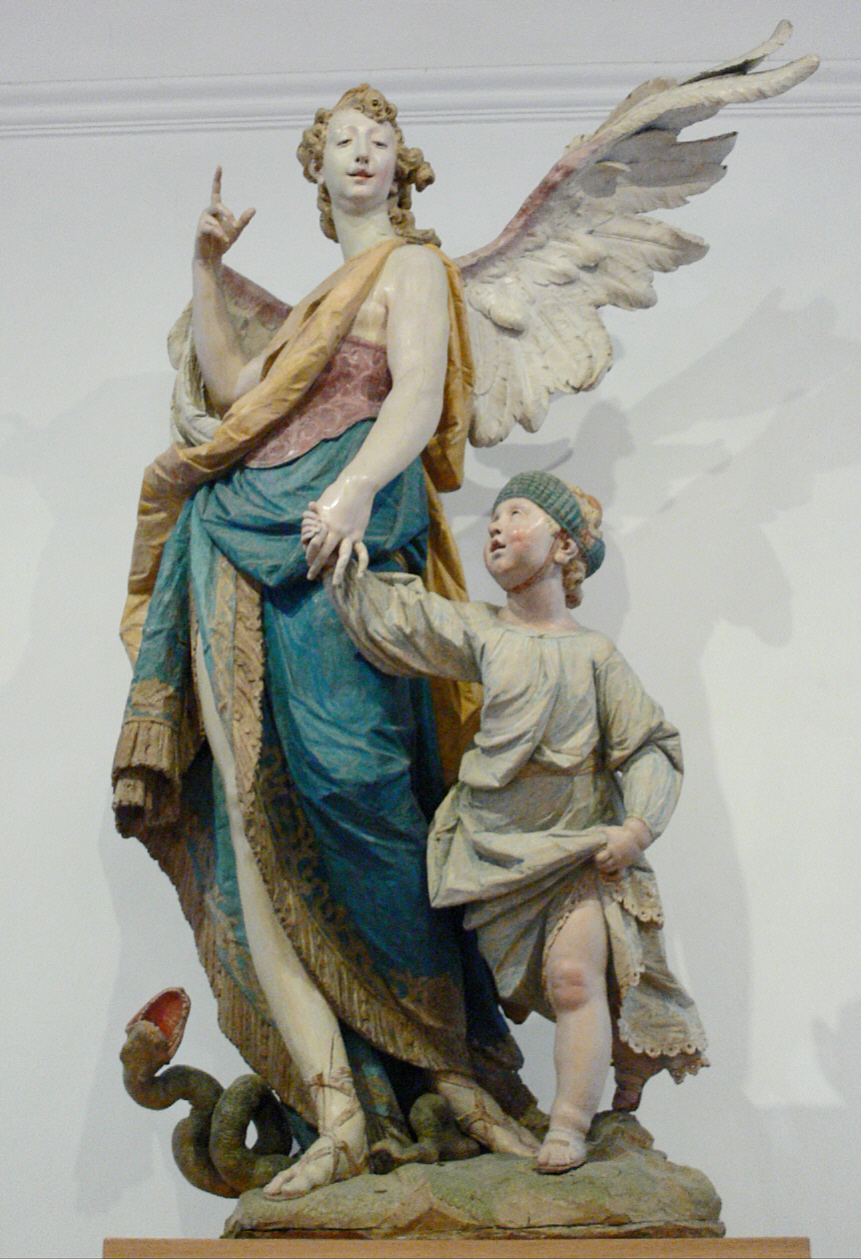
LAngelo Custode

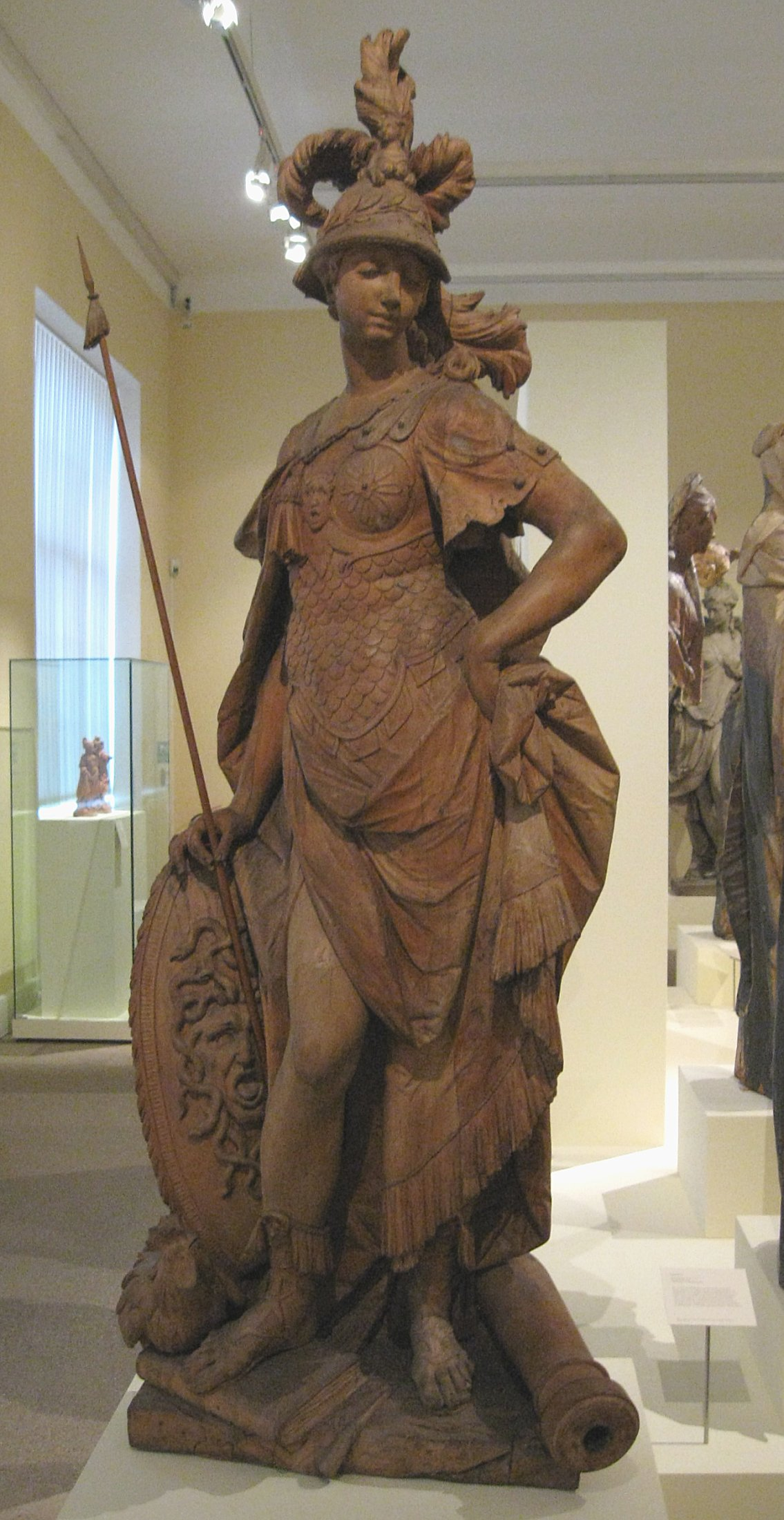
Minerva

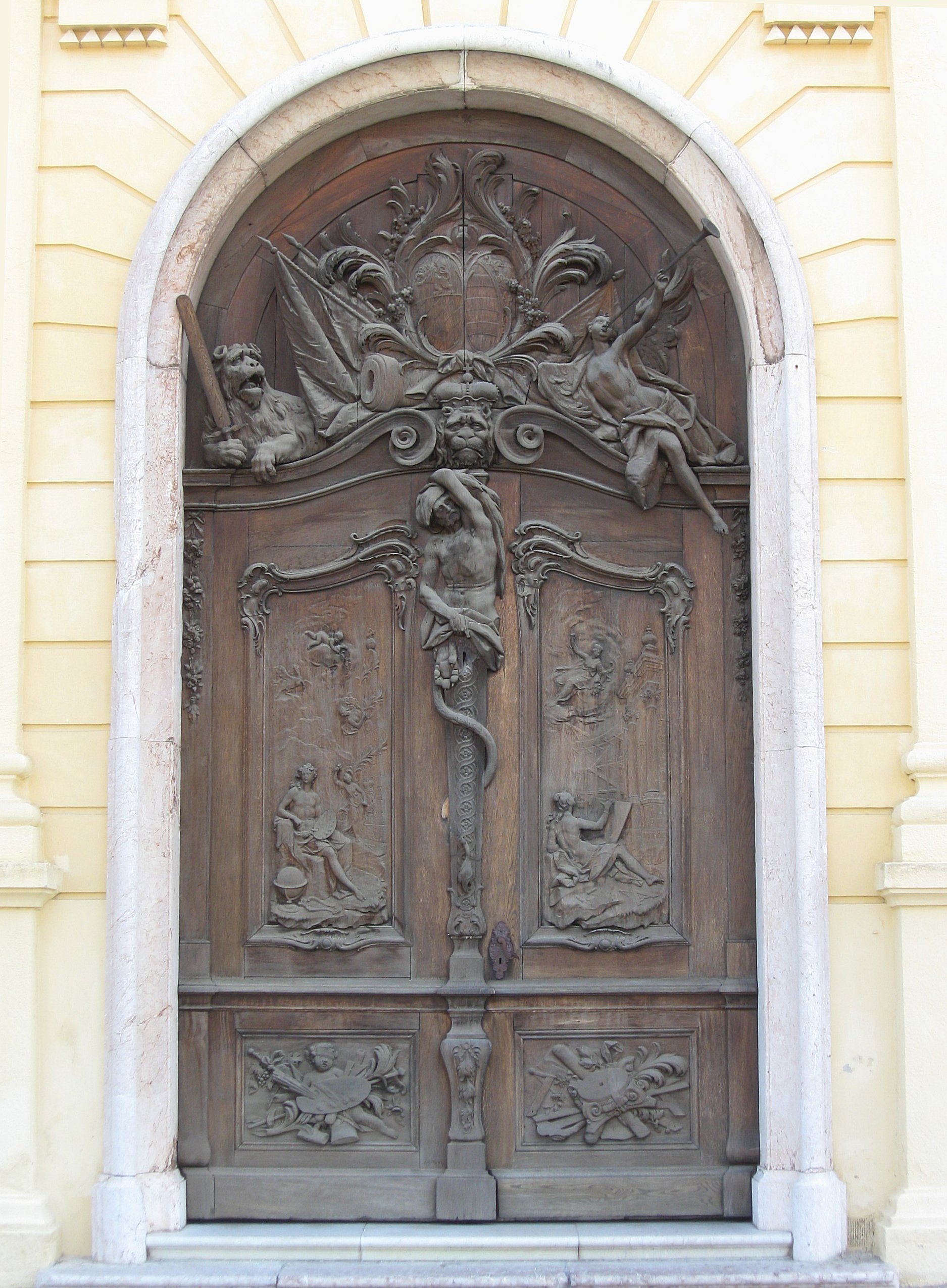
Portale occidentale del Castello di Schleißheim.

- Crocifisso, Parrocchiale, Altmannstein
- Sedes Sapientiae, prima del 1748, Chiesa conventuale delle Carmelitane (distrutta), Reisach am Inn, Baviera
- Corona di una Stufa in ceramica, 1750, Badisches Landesmuseum, Karlsruhe, Germania
- 1752-53, mobilio, Chiesa della Trinità, Kopřivná, Repubblica Ceca
- 1752-59, Altar maggiore, Chiesa di San Rasso, Grafrath, Baviera
- 1755, Statua di San Carlo Borromeo, Epitaffio della famiglia Wachsenstein, 1755, Chiesa di San Pietro, Monaco di Baviera
- Cristo alla Colonna, 1754, Wieskirche, Baviera
- Crocifissione con San Ruperto e la Madonna d'Altötting, 1755 ca. Collezione privata, Bamberga
- Altare, 1755-56, Parrocchiale (distrutta), Bad Aibling, Baviera
- Santi Pietro Paolo e Maurizio, 1755-60, Parrocchiale di Röttenbach, Baviera
- Due angeli genuflessi, 1755-60, Parrocchiale di Dietfurt, Baviera
- Altar maggiore, 1756, Abbazia di Neustift, Frisinga
- Altar maggiore, 1756, Abbazia di Sant'Andrea (distrutta), Frisinga
- Pietà, 1758, Parrocchiale di Kircheiselfing, Baviera
- Altari della Cappella di Sant'Anastasia, 1758-59, Abbazia di Benediktbeuern
- Altar maggiore, 1758-59, Santuario di Thalkirchen, Monaco di Baviera
- Epitaffio del conte Joseph Ignaz von Unertl, 1759, Chiesa di San Pietro, Monaco di Baviera
- Pulpito (distrutto), 1760, Chiesa di Ramersdorf, Monaco di Baviera
- Maria Immacolata, statua in argento del 1760, Parrocchiale di San Maurizio, Ingolstadt
- Immacolata genuflessa sulle nuvole, 1760 ca. Musei statali di Berlino
- San Michele uccide Satana dalla sommità di un pulpito, 1760 ca. Musei statali di Berlino
- Epitaffio del barone Zech auf Neuhofen, 1760, Asamkirche, Monaco di Baviera
- Boiserie della Festsaal, 1761, Castello di Sünching, Baviera
- Gruppo dell'Angelo Custode, 1763, Bürgersaalkirche, Monaco di Baviera
- Decori al Castello di Schleißheim, 1763, Monaco di Baviera
- Mobilio, 1763, Abbazia benedettina di Rott am Inn, Baviera
- Altari, Pietà e Annunciazione, 1763-64, Abbazia di Weyarn, Baviera
- Altari e Pulpito, 1763-64, Santuario di Sant'Anna di Harlaching, Monaco di Baviera
- Gran crocifisso, 1763-64, Chiesa di Santa Croce, Altmannstein, Baviera
- Crocifisso e Mater Dolorosa, 1765-70, Chiesa di San Giacomo, Vierkirchen
- Chronos, 1765-75, Museo nazionale bavarese, Monaco
- Altari, 1767, Abbazia di Altenhohenau, Griesstätt, Baviera
- Altar maggiore, 1766-68, Parrocchiale di Starnberg
- Minerva, 1768, Museo nazionale bavarese, Monaco
- Altar maggiore, 1768-70, Abbazia di Mallersdorf
- San Giovanni Battista, 1770, Museo nazionale bavarese, Monaco
- Mater Dolorosa, 1770, Chiesa di Sant'Antonio, Ingolstadt
- Altari e pulpito, 1770–75 Chiesa di San Giorgio di Bogenhausen, Monaco di Baviera
- Portoni, 1771-72, Frauenkirche, Monaco di Baviera
- Rilievi del coro, 1773-74, Frauenkirche, Monaco di Baviera
- Santi Cosma e Damiano, ca. 1774/75 Parrocchiale di Arget, Baviera
- Pietà, 1774, Cappella del cimitero di Nenningen, Baviera